# 佩罗明戈

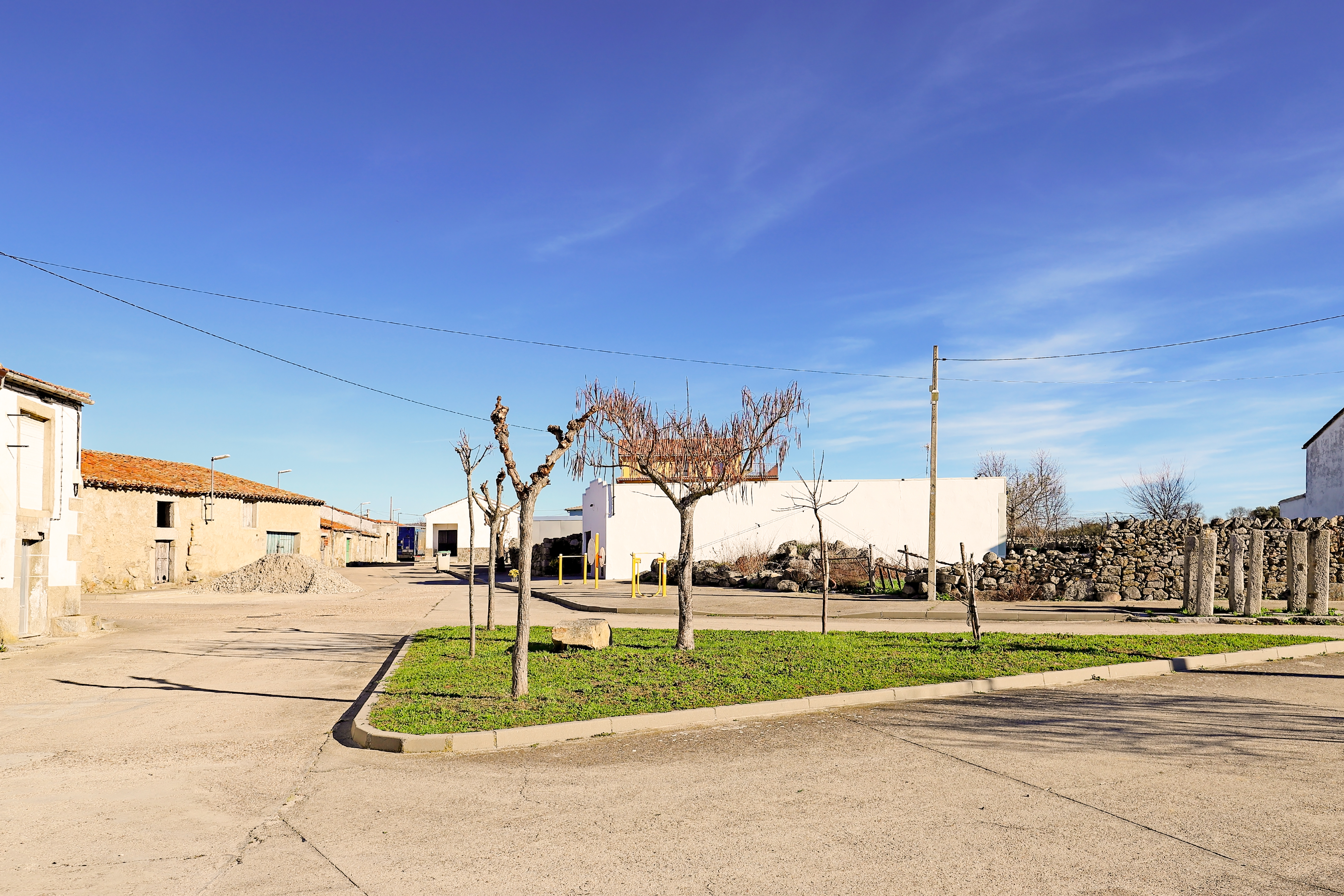

佩罗明戈，是西班牙卡斯蒂利亚-莱昂萨拉曼卡省的一个市镇。 总面积9平方公里，总人口152人（2001年），人口密度17人/平方公里。